# Mrs. Harris Goes to Paris
Mrs. Harris Goes to Paris (en español: La señora Harris va a París o El viaje a París de la señora Harris) es una película dramática de época de 2022. Esta coproducción británica-canadiense-francesa-húngara-belga fue dirigida y producida por Anthony Fabian, a partir de un guion de Fabian, Carroll Cartwright, Keith Thompson y Olivia Hetreed, basada en la novela La señora Harris va a París, de Paul Gallico. Los protagonistas son Lesley Manville, Isabelle Huppert, Jason Isaacs, Lambert Wilson, Alba Baptista, Lucas Bravo y Rose Williams.

## Argumento
Ambientada en la década de 1950, es la historia de una señora de la limpieza viuda de Londres que se obsesiona con un vestido de alta costura de Dior y se embarca en una aventura a París.

## Elenco
- Lesley Manville como Ada Harris
- Isabelle Huppert como Claudine Colbert
- Jason Isaacs como Archie
- Lambert Wilson como el marqués de Chassagne
- Alba Bautista como Natasha
- Lucas Bravo como André Fauvel
- Roxane Durán como Marguerite
- Christian McKay como Giles Newcombe
- Ellen Thomas como Vi Butterfield
- Guilaine Londez como Madame Avallon
- Rose Williams como Pamela Penrose
- Anna Chancellor as Lady Dant

## Producción
En octubre de 2020, se anunció que Lesley Manville, Isabelle Huppert, Jason Isaacs, Lambert Wilson, Alba Baptista y Lucas Bravo se unieron al elenco de la película, y que Anthony Fabian estaba en la dirección y producción, a partir de un guion que coescribió junto a Caroll Cartwright, Keith Thompson y Olivia Hetreed, a partir de la novela Mrs. Harris Goes to Paris, de Paul Gallico, donde Manville sería la productora ejecutiva, entre otros.
La fotografía principal comenzó en octubre de 2020. El rodaje se realizó en Budapest, Londres y París.

## Estreno
En marzo de 2021, Focus Features adquirió los derechos de distribución mundial de la película por alrededor de $15 millones de dólares y la distribuye en los Estados Unidos, mientras que la empresa matriz Universal Pictures la distribuye internacionalmente. El estreno en cines se programó para el 15 de julio de 2022 en los Estados Unidos. Originalmente el estreno estaba programado para el 6 de mayo.

## Recepción

### Taquilla
La película disfrutó de un sólido resultado de taquilla en el circuito de cine de autor de los Estados Unidos.

### Premios y nominaciones
| Premio                                     | Fecha de la ceremonia   | Categoría                        | Nominados       | Resultado | Ref.          |
| ------------------------------------------ | ----------------------- | -------------------------------- | --------------- | --------- | ------------- |
| British Independent Film Awards            | 4 de diciembre de 2022  | Mejor diseño de vestuario        | Jenny Beavan    | Ganadora  | [ 10 ]        |
| Asociación de Críticos de Cine de San Luis | 18 de diciembre de 2022 | Mejor diseño de vestuario        | Jenny Beavan    | Nominada  | [ 11 ]        |
| San Diego Film Critics Society             | 6 de enero de 2023      | Mejor diseño de vestuario        | Jenny Beavan    | Nominada  | [ 12 ]        |
| Premios Globo de Oro                       | 10 de enero de 2023     | Mejor actriz - Comedia o musical | Lesley Manville | Nominada  | [ 13 ] [ 14 ] |